# Trójpolówka

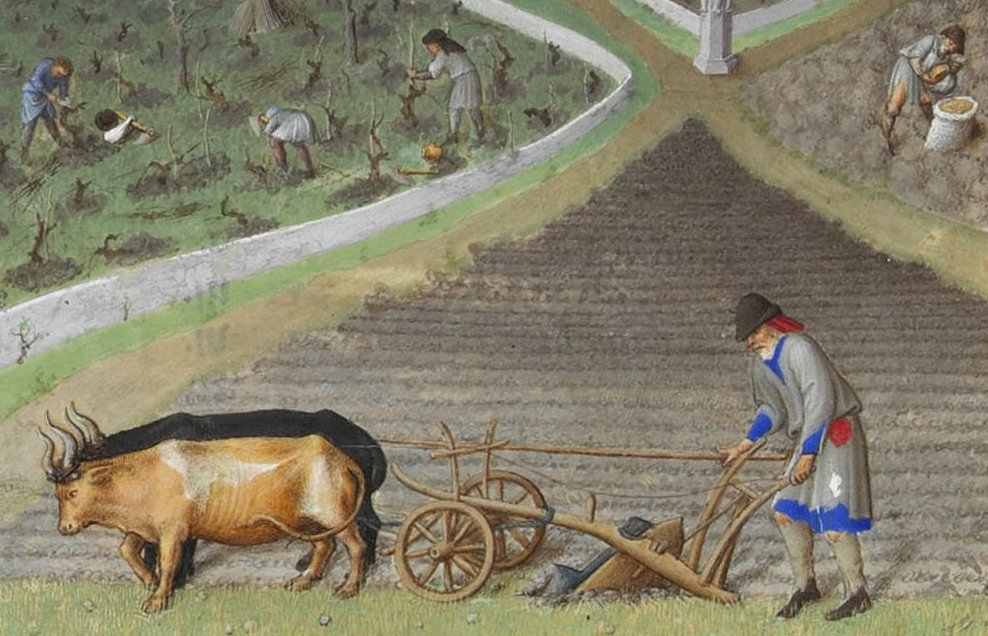
Uprawa roli w historycznym malarstwie

Trójpolówka – sposób uprawy roli polegający na podzieleniu ziemi uprawnej na trzy pola. Każdego roku uprawiane są tylko dwa z nich, a trzecie ugoruje, co pozwala na „odpoczywanie” ziemi. Jedno pole obsiewano jesienią zbożem ozimym, drugie obsiewano wiosną zbożem jarym, a trzecie pole ugorowane stanowiło pastwisko.
Co roku zmieniano kolejność upraw na poszczególnych polach. Ugorowano ziemię, która wiosną obsiana była zbożem jarym dojrzewającym później niż ozime. Po zbiorach jarki (zboża jarego) pole stawało się pastwiskiem do jesieni następnego roku, kiedy obsiewano je oziminą. 
Grunty całej wsi podzielone były na trzy pola, a poszczególni właściciele mieli udział w każdej jego części. Ponadto byli oni zobowiązani uprawiać swoje części jednocześnie i jednakowo, co było związane z tak zwanym „przymusem polnym”. Trójpolówkę jako zasadę gospodarowania wprowadził w Europie Zachodniej Karol Wielki. W Polsce trójpolówka pojawiła się w drugiej połowie XII wieku, zaczęła się upowszechniać w wiekach XIII i XIV w związku z rozwojem lokacji na prawie niemieckim. W Polsce trójpolówkę wprowadzili cystersi.
Od wieku XVIII ugór zaczęto zastępować uprawą roślin okopowych (rzepa, brukiew, burak, ziemniak) i motylkowych (koniczyna, łubin, wyka).